# Knud Odde
Knud Odde Sørensen (født 25. januar 1955) er en dansk musiker, maler og grafiker.

## Karriere
Odde blev uddannet bibliotekar i 1978, men han var kort forinden med til at danne den toneangivende punkgruppe Sods, der i 1983 skiftede navn til Sort Sol. Han spillede el-bas i bandet indtil 2001 og skrev musik til bandet.
Odde startede allerede som barn med at male. Som kunstner er han autodidakt, og i 1982 debuterede han på Charlottenborgs Efterårsudstilling. I 1986 kom den første separatudstilling, og siden da har han udstillet i talrige sammenhænge. Oddes værker er repræsenteret på blandt andet Trapholt og Statens Museum for Kunst.
I 1985 medvirkede han ved tilblivelsen af opslagsværket Dansk Rock - fra pigtråd til punk.
På plakatsiden kan nævnes Tivoli-plakaten 1994, DSB's 150-års jubilæumsplakat fra 1997 og plakaten for Dansk Handicap Idræts-Forbund til de paralympiske lege i Athen i 2004. Odde har også tegnet en serie på fire sportsfrimærker fra 2003.
Siden Odde forlod Sort Sol, har han koncentreret sig om at male og lave grafik. I 2009 illustrerede han bogen Vinden jeg kaldte Isbjørn af Lone Munksgaard Nielsen.

## Kunstnerisk stil
Odde regnes til de "Vilde Unge", der opererer med et stærkt symbolsprog og en ekspressiv form. Mange af Oddes værker har en meget naturalistisk karakter, næsten helt tegneserieagtig. Der er ofte tale om portrætter af kendte personer, som Shirley MacLaine, Rainer Maria Rilke, Patti Smith og Miles Davis, hvor billederne med krasse farver med knaster og kanter peger i retning af undertrykte følelser og konflikter. Med disse billeder aner man også en inspiration fra 1960'ernes popart med blandt andre Andy Warhol, der dog var langt mere glat i udtrykket.
Et motiv, der går igen, er Sort Sols maskot, der kaldes "Sigismund Blue". Figuren blev undfanget af Odde i forbindelse med filmen Som et strejf af en dråbe. Der er tale om en radmager dreng eller ung mand.
Odde er nu medlem af kunstnersammenslutningen Decembristerne.

## Legater og hædersbevisninger
- 1995: Modtager af Oluf Hartmanns Mindelegat
- Knud Odde har endvidere modtaget Statens Kunstfonds treårige arbejdslegat.